# Aurora-Gletscher (Alaska)
Der Aurora-Gletscher ist ein 6,4 km langer Gletscher im US-Bundesstaat Alaska.
Er befindet sich im Glacier-Bay-Nationalpark etwa 98 km nordwestlich von Hoonah. Der Aurora-Gletscher wurde nach dem Schiff MV Aurora des Alaska Marine Highway benannt. Der Gletscher strömt zwischen July Fourth Mountain im Westen und Mount Friable im Osten in nordnordwestlicher Richtung. Er speist den nach Norden strömenden Reid-Gletscher sowie den nach Süden strömenden Brady-Gletscher.
Der Aurora-Gletscher erstreckt sich in nordwestlicher Richtung. Er speist sowohl den nach Norden gerichteten Reid-Gletscher als auch den nach Süden gerichteten Brady-Gletscher.